# Arvaikheer Airport
Arvaikheer Airport är en flygplats i Mongoliet.   Den ligger i provinsen Övörchangaj, i den centrala delen av landet, 400 km sydväst om huvudstaden Ulaanbaatar. Arvaikheer Airport ligger 1 783 meter över havet.
Terrängen runt Arvaikheer Airport är platt åt sydost, men åt nordväst är den kuperad.  Trakten runt Arvaikheer Airport är nära nog obefolkad, med mindre än två invånare per kvadratkilometer. Närmaste större samhälle är Arvajcheer, 2,6 km nordväst om Arvaikheer Airport. Trakten runt Arvaikheer Airport består i huvudsak av gräsmarker.